# Красные маги Тая
Красные маги тэя - организация магов-некромантов в мирах Dungeons & Dragons. Один из наиболее известных представителей данной организации - Хамун Кост из стартового приключения "Затерянные копи Фандельвера"